# محمد رضا سليماني
محمد رضا سليماني (بالفارسية: محمدرضا سلیمانی) هو لاعب كرة قدم إيراني في مركز الهجوم، ولد في 3 أغسطس 1995 في إيران. شارك مع منتخب إيران تحت 20 سنة لكرة القدم. أما مع النوادي، فقد لعب مع نادي استقلال طهران ونادي باس همدان ونادي راه آهن.